# 马里亚诺·费尔南德斯·贝尔梅霍
马里亚诺·费尔南德斯·贝尔梅霍（西班牙語：Mariano Fernández Bermejo，1948年2月10日—）是西班牙检察官，2007年至2009年担任西班牙司法大臣。

## 生平
1948年出生于阿维拉省阿雷纳斯德圣佩德罗。毕业于马德里康普顿斯大学法学专业。1998年获欧盟法学位。
1974年之前一直在埃斯特雷马杜拉大学和国立远程教育大学从事教学工作。1974年开始律师生涯，先后在聖克魯斯-德特內里費省和卡塞雷斯省的省级法院担任检察官。1986年9月至1989年在司法部担任执行顾问。1989年6月被任命为最高法院检察官。1992年至2003年在马德里担任首席检察官。
2007年在萨帕特罗改组内阁出任司法大臣。因为涉嫌非法捕猎行为，他于2009年2月23日宣布辞职。

## 荣誉
- 大十字级卡洛斯三世勋章（2009年）[5]
- 大十字级圣雷蒙多·德佩尼亚福特勋章（2010年）[6]